# Saratoga (Wyoming)
Saratoga és una població dels Estats Units a l'estat de Wyoming. Segons el cens del 2000 tenia 1.726 habitants.

## Demografia
Segons el cens del 2000, Saratoga tenia 1.726 habitants, 757 habitatges, i 482 famílies. La densitat de població era de 195,4 habitants/km².
Dels 757 habitatges en un 27,9% hi vivien nens de menys de 18 anys, en un 52,4% hi vivien parelles casades, en un 7,3% dones solteres, i en un 36,3% no eren unitats familiars. En el 31,8% dels habitatges hi vivien persones soles el 12,8% de les quals corresponia a persones de 65 anys o més que vivien soles. El nombre mitjà de persones vivint en cada habitatge era de 2,23 i el nombre mitjà de persones que vivien en cada família era de 2,79.
Per edats la població es repartia de la següent manera: un 23,1% tenia menys de 18 anys, un 5,2% entre 18 i 24, un 25,3% entre 25 i 44, un 28,9% de 45 a 60 i un 17,6% 65 anys o més.
L'edat mediana era de 43 anys. Per cada 100 dones de 18 o més anys hi havia 101,2 homes.
La renda mediana per habitatge era de 37.135 $ i la renda mediana per família de 45.362 $. Els homes tenien una renda mediana de 32.446 $ mentre que les dones 20.489 $. La renda per capita de la població era de 23.376 $. Entorn del 8,4% de les famílies i el 10% de la població estaven per davall del llindar de pobresa.

## Poblacions més properes
El següent diagrama mostra les poblacions més properes.